# Фераморс
«Фераморс» (1862) — опера Антона Григорьевича Рубинштейна в трёх действиях, на либретто Юлиуса Роденберга, написанное на немецком языке по повести в стихах и прозе «Лалла-Рук» Томаса Мура.

## Первые постановки
Мировая премьера оперы «Фераморс» состоялась 24 февраля 1863 года под управлением Карла Августа Кребса в Дрезденском придворном театре (где опера была дана также 28 февраля, 7 марта, 3 апреля и 22 июля 1863).
Последующие постановки на немецком языке были осуществлены в Вене (1872, переработанная версия в 2 акта), Кёнигсберге (1878), Берлине (1879), Данциге и Маннгейме (1880), Мюнхене (1886).
В России (в русском переводе):
- 24 апреля 1884, Петербург — силами музыкально-драматического кружка любителей[3];
- 26 апреля 1897, Москва — силами выпускников Московской консерватории[3][4] (на репетиции под управлением В. И. Сафонова 19 апреля 1897 присутствовал Л. Н. Толстой[5]);
- 18 августа 1898, Петербург — в частной русской опере сада «Аркадия»[4] силами Товарищества русской оперы (антреприза М. Максакова)[3];
- ноябрь 1898, Мариинский театр[3][4].

## Действующие лица и премьерные составы
| Роль                                                    | Премьера в Дрездене 24 февраля 1863 дирижёр: К. А. Кребс | Премьера в Мариинском театре ноябрь 1898 дирижёр: Ф. М. Блюменфельд |
| ------------------------------------------------------- | -------------------------------------------------------- | ------------------------------------------------------------------- |
| Лалла Рук, принцесса Индостана (сопрано)                |                                                          | Е. И. Куза, А. Г. Козаковская                                       |
| Хафиза, её подруга (контральто)                         |                                                          | М. И. Долина                                                        |
| Фераморс, певец (тенор)                                 |                                                          | М. М. Чупрынников                                                   |
| Фадладин, великий визирь Индостана (бас)                |                                                          |                                                                     |
| Хозру, посланник царя Бухары (баритон)                  |                                                          |                                                                     |
| Муэдзин (тенор)                                         |                                                          |                                                                     |
| Гонец (тенор)                                           |                                                          |                                                                     |
| Хор. Роли без слов: свита; народ, баядерки, рабы, негры |                                                          |                                                                     |

## Краткое содержание
Действие оперы происходит в Кашмире и его окрестностях.
1-й акт
В долине у Кашмира ожидают принцессу Лаллу Рук, о чём народу объявляет посланник Хозру, который распорядился всё приготовить к её приезду. В паланкине вносят Фадладина, который заявляет о своём недовольстве певцом Фераморсом, накануне «тревожившим его музыкальный слух» своими глупыми песнями. Прибывает принцесса со своей подругой Хафизой. Хозру приветствует принцессу от имени её жениха, царя Бухары, подносит подарки царя. Фадладин приглашает на свидание Хафизу, которая любит Хозру. Чтобы порадовать царевну, опечаленную необходимостью выйти замуж за царя Бухары по воле родителей, тогда как она любит певца Фераморса, Хозру распоряжается начать танцы и песни. Танцуют баядерки, затем исполняется танец кашмирских невест. Лалла Рук желает слушать Фераморса и, несмотря на возражения Фадладина, Хозру приказывает позвать певца. Пришедший Фераморс, на самом деле — переодетый царь Бухары, шёпотом просит Хозру не выдавать его. Фераморс поёт балладу («В спокойной неге море спит»), но его пение обрывает Фадладин. В споре Фадладина, упрекающего певца в оскорблении религиозных чувств, и Фераморса, утверждающего, что он поёт только о любви, народ принимает сторону Фераморса. Спор прерывается призывом к молитве, во время которой Фераморс объясняется в любви принцессе, Хозру — Хафизе, а Фадладин настойчиво приглашает Хафизу на свидание.
2-й акт
Ночь в долине. Лалла Рук и Хафиза делятся своими любовными переживаниями. Неожиданно пришедший Фераморс признаётся в любви принцессе; они вдвоём скрываются в палатку принцессы, заслышав голос Фадладина. Фадладин признаётся в любви Хафизе и предлагает выйти за него, на что она притворно соглашается, они уходят. Между Лаллой Рук и Фераморсом, вышедшими из палатки, происходит любовная сцена, после чего они расстаются. Уходя, Фераморс наталкивается на возвращающегося Фадладина, конфликт между ними возобновляется, Фадладин обвиняет Фераморса в попытке его убить. Собравшийся на шум народ требует убить певца, и пришедшему Хозру удаётся только отсрочить казнь до утра, но он не может освободить Фераморса. Все уходят и уводят связанного певца. Лалла Рук без чувств падает на руки Хафизы.
3-й акт
картина первая
В царском гареме Лалла Рук опасается, что Фераморс уже может быть казнён. Рабыни одевают её в свадебный наряд. Вошедший посол объявляет порядок церемонии, после чего Лалла Рук со свитой уходит.
картина вторая
Зал в царском дворце, имеющий спуск к воде. Хозру сообщает Хафизе, что ночью он освободил Фераморса, и объясняется в любви к ней. Хафиза отвечает взаимностью. Пришедший Фадладин требует встречи с царём Бухары, так как он обнаружил исчезновение Фераморса. На лодках прибывает свита и Лалла Рук. Хафиза сообщает ей об освобождении Фераморса. Входит Фераморс в царском одеянии, Фадладин сообщает ему о бегстве певца и ждёт правосудия. Взглянув на царя, он узнаёт в нём Фераморса и просит пощады; Фераморс прощает его. Лалла Рук по голосу узнаёт в царе певца. Фераморс благодарит Хозру, разрешает ему жениться на Хафизе, несмотря на негодование Фадладина. Общее ликование.

## Значение в развитии оперного искусства
Публику привлекало особенное обаяние «Фераморса», связанное с восточным колоритом и русскими интонациями музыки.
Опера богата музыкальными красотами, к которым относятся балет баядерок (1-го акта) с хором, балет «танцы невест Кашмира со светильниками», баллада Фераморса в 1-м акте «В спокойной неге море спит».

Как Фелисьен Давид среди французов, так Рубинштейн среди немецких композиторов является пионером музыкального Востока.— Эдуард Ганслик (цит. по:)
Главной в опере становится лирическая линия, раскрывающая взаимоотношения Лаллы Рук и Фераморса; она оттеняется комическим «контрдействием», связанным с происками визиря Фадладина. В «Фераморсе» А. Г. Рубинштейн отказался от традиционной номерной структуры, и основной драматургической единицей построения действия стала сквозная сцена. Подобные принцип композиции в последующем был использован им в опере «Демон»; сквозная сцена стала основой драматургии лирических опер П. И. Чайковского. Поэтому оперу «Фераморс» в полном смысле можно считать первой русской лирической оперой, а Рубинштейна — родоначальником нового направления русского музыкального театра второй половины XIX века.

## Критика
По свидетельству придворного капельмейстера Юлиуса Рица, премьера оперы в Дрездене вызвала «сдержанное одобрение» публики.
Отмечая чистоту инструментальных и хоровых партий, привлекательность балетной музыки, исследователи указывают на определённые драматургические слабости оперы. Так, апогей достигается уже в конце первого акта; сольные партии, за исключением баллады героя, сцены принцессы в первом акте и любовной сцены между принцессой и Фераморсом, — не яркие, речитативы скучны.
Ц. А. Кюи считал музыку в «Фераморсе» неглубокой, поверхностной, хотя и отмечал, что она «искренна, благозвучна и благообразна», «написана просто, ясно и мелодично». По его мнению, комическое в «Фераморсе» А. Г. Рубинштейну совершенно не удалось: Фадладин, несмотря на вокализы, якобы забавный шёпот, повторяющиеся хроматические штрихи, «наводит скуку и возбуждает скорее сожаление, чем весёлое настроение».
Неровность музыки, качество которой заметно снижается во второй половине, помешала опере сделаться репертуарной.

## Издания оперы
- Рубинштейн А. Фераморс : Лирическая опера в трех действиях. — М.: Издание П.Юргенсона, 1881.

## Дискография
Существуют записи музыки к балетным сценам «Фераморса».